# Panorpoidea
I Panorpoidea costituiscono un raggruppamento di insetti della sottoclasse Pterygota, compreso nel superordine degli Oligoneoptera (Endopterygota).
Si distribuiscono negli ordini Mecoptera, Trichoptera, Lepidoptera, Diptera e Aphaniptera.